# Mitriostigma usambarense
Espèce
Classification APG III (2009)
Mitriostigma usambarense est une des cinq espèces végétales acceptées de la famille des Rubiaceae et du genre Mitriostigma originaires d'Afrique. On la trouve en Tanzanie.